# 阪急嵐山線
嵐山線（あらしやません）は、京都府京都市西京区の桂駅から嵐山駅までを結ぶ阪急電鉄の鉄道路線である。駅ナンバリングで使われる路線記号はHK。
沿線に嵐山などの観光地を控え、行楽客や年末年始の初詣客で賑わう。かつては嵐山支線と表記した例も見られた。
なお、正式な起点は桂駅だが、列車運行上は嵐山駅から桂駅へ向かう列車が下り、逆方向が上りとなっている。また甲陽線と同様、停車場間の閉塞信号機は設置されていない。

## 路線データ
- 路線距離（営業キロ）：4.1km
- 軌間：1435mm
- 駅数：4駅（起終点駅含む）
- 複線区間：なし（全線単線）
- 電化区間：全線電化（直流1500V）
- 閉塞方式：自動閉塞式（特殊）
- 最高速度：70km/h[1]
- 車両基地：桂車庫

## 運行形態

### 線内列車
通常は線内折り返しの普通列車のみの運行で、朝夕は毎時6往復、日中は毎時4往復運行している。運行間隔は不均一で、朝夕のラッシュ時は交互に約8分と約12分の間隔、日中は交互に約13分と約17分の間隔となっている。通常は4両編成であるが、行楽シーズンの土曜・休日や大文字五山送り火の日には6両編成が使用されたり、約10分間隔（交換設備の関係で完全な10分間隔ではない）に増発されたりすることがある。

### 臨時列車
2019年までの春・秋の行楽シーズン（主に3月下旬から5月のゴールデンウィークまでと11月）には嵐山への行楽輸送を目的とした京都本線等と直通する臨時列車が運転されていた。基本的に土休日ダイヤでの運転であるが平日に設定される場合もある。以下、特記がなければ土休日での運転である。一部列車は嵐山線内の定期列車と統合され、臨時列車が運転される時間帯は線内折り返しの普通が減少することがある。なお、嵐山線内のホーム有効長の関係上、各線から嵐山線まで全区間で最大で6両編成で運行される。

臨時列車の運行の変遷については以下の通りである。

#### 臨時急行「嵯峨野エクスプレス」（梅嵐急行）
かつて梅田駅（現在の大阪梅田駅） - 嵐山駅間で運行していた臨時急行である。歴史は古く、戦前から運転を開始し、途中中断したものの戦後になり再開。明確な再開時期は不明であるが、『鉄道ピクトリアル』2017年4月号の阪急電鉄京都線特集の記事によると、1953年には既に再開していたとの記述がある。
愛称は1992年秋の運転より付けられたものであり、このシーズンのみ「さがのエクスプレス」であったが、早くも翌1993年の春の運転からは「嵯峨野エクスプレス」に変更された。愛称が付けられる前は、起終点のそれぞれ1文字を取って「梅嵐（ばいらん）急行」あるいは単に「梅嵐」とも呼ばれた。
梅嵐急行の運行標識板は1960年代後半頃までは「大阪 臨急 嵐山」と文字だけのものであったが、1970年代に春はさくらを、秋はもみじを模したものに変更され、さらに1981年春の運転からは「大阪」の部分を「梅田」に変更した（1981年3月1日に運行標識板の様式を全面的に改定したことによる措置）。この運行標識板は1992年秋の運転で愛称が付けられた後も運転終了まで継続して使用されていたが、表示幕車には取り付けられなかった。また、愛称が付けられた1992年秋以降は愛称表示板も取り付けられるようになったが、これについては表示幕車にも前面貫通扉下部に掲示されていた（標識板使用車の場合は車掌台側に掲示）。この愛称表示板についても愛称表示開始から2度様式を変更している。
1982年の秋は、桂駅改良工事の影響で、京都本線と嵐山線の直通運転が一時的に不可能となっていたため、梅田駅 - 嵐山駅間の直通急行は設定されず、代わりに梅田駅 - 桂駅間の臨時急行「梅桂（ばいけい）急行」が設定された。運行標識板はもみじを模したデザインではなく「桂 臨急 梅田」という、文字だけのシンプルなデザインのものが使用された。また、梅田駅工事の関係で1966年春の梅嵐急行は十三駅発着で運転され「十嵐（じゅうらん）急行」となったが、同年秋の運転より元の梅田駅発着に戻った。この時の運行標識板は当時の梅嵐急行同様の文字だけのデザインであったが、「大阪」の部分を「十三」に変更していた。
運転最終日は2000年11月26日であった。2001年3月24日のダイヤ改正で行楽ダイヤ設定時に新たに「いい古都エクスプレス」が設定されるなど京都本線で大規模なダイヤ改正が行われたことに伴い廃止となった。
運行形態（2000年11月時点）
- 梅田発嵐山行き 9 - 11時台 計10本程度嵐山駅到着後は折り返し桂行き普通となり、桂駅到着後は桂車庫へ入庫するか、梅田駅まで回送され再び嵐山行きとして運転されるか、そのまま折り返し嵐山線内を普通列車として往復する、のいずれかである。
- 嵐山発梅田行き 14 - 17時台 計15本程度…梅田駅到着後は桂車庫または正雀車庫への回送列車となる。

上記はいずれも15分間隔で運転されていた。また、梅田行きは淡路駅で特急を待避していた。
停車駅
梅田駅 - 十三駅 - 淡路駅 - 茨木市駅 - 高槻市駅 - 長岡天神駅 - 桂駅 - 上桂駅 - 松尾駅（現在の松尾大社駅）- 嵐山駅
使用車両
6両編成で運転されており、京都本線の編成を使用していた。

#### 嵐山線延長運転
2001年春には、嵐山線の列車を桂駅 - 長岡天神駅間で延長し、長岡天神駅の同一ホームで特急と嵐山線を接続させるダイヤが設定された。これは、このシーズンより設定がなくなった「嵯峨野エクスプレス」を補完すると共に、桂駅で嵐山線 - 京都線の乗り換えには地下道または跨線橋を渡らなければならない、という不便を解消するためだった。20分間隔で運転され、夕方に嵐山発長岡天神行きのみ設定された。長岡天神駅到着後は桂駅まで回送された。車両は6両編成が使用された。
しかし、長岡天神駅まで乗車する乗客はごくわずかで、桂駅で乗り換えする乗客が大半であった。またこの延長運転のため、桂駅すぐ南側の川岡踏切が長時間開かずの踏切となること、すでに京都本線に6両編成の定期運用がなく、この列車のためだけに各種標識類（停車位置表示など）が必要となることから、以降は設定されていない。
その後、2008年春の行楽シーズンまでは、嵐山線内折り返しの普通列車の増発と6両編成での運行を行うに過ぎなかった。

#### 各地からの嵐山線直通列車の運転へ
2008年秋からは、阪急電鉄自身による嵐山誘客キャンペーンの一環として、神戸本線から京都本線を介して嵐山線に直通する臨時列車が運転された。
2010年3月14日のダイヤ改正以降はさらに発着駅を増やし、宝塚本線や今津線からの直通列車が運転されることになり、同年春より運転されていた。2011年5月14日のダイヤ改正以後は大阪市営地下鉄堺筋線（現在のOsaka Metro堺筋線）からの直通列車も設定された。
各年ごとの詳細は以下の通り。

##### 2008年
2008年11月、阪急自身による嵐山誘客キャンペーンの一環として臨時列車が設定された。運転日は11月17日から21日までの5日間（すべて平日）で、1日1往復の運転であった。
使用された車両は西宮車庫所属の7000系6両編成で、ヘッドマークは急行の運行標識板に似た赤丸に「臨時」の赤文字と黒文字で右に「嵐山」、左に「西宮北口」のマークで、側面にはステッカーが貼付された。種別幕は「臨時」、方向幕は白地の表示であった。車内の停車駅案内図も、この臨時列車のための専用の停車駅案内図が用意された。
運転区間は西宮北口駅 - 梅田駅 - 嵐山駅間で、神戸本線西宮北口駅 - 十三駅間と嵐山線内は各駅に停車し、京都本線内（梅田駅 - 桂駅間）はノンストップ運転となった。往復共に十三駅での客扱いは神戸本線ホームで行い、また列車を方向転換させるために梅田駅6号線にも乗り入れたが運転停車とし、客扱いは行わなかった。嵐山駅到着後は夕方に折り返すまで、そのまま同駅に留置された。
停車駅
西宮北口駅 - 武庫之荘駅 - 塚口駅 - 園田駅 - 神崎川駅 - 十三駅（神戸本線ホーム） - 桂駅 - 上桂駅 - 松尾駅 - 嵐山駅
なお、この臨時列車については通勤特急ほかすべての列車が停車している高槻市駅は通過となっており、これ以降現在までこの手の臨時列車については高槻市駅は通過である。なお、営業列車の高槻市駅通過は1997年のダイヤ改正以来である。

##### 2009年

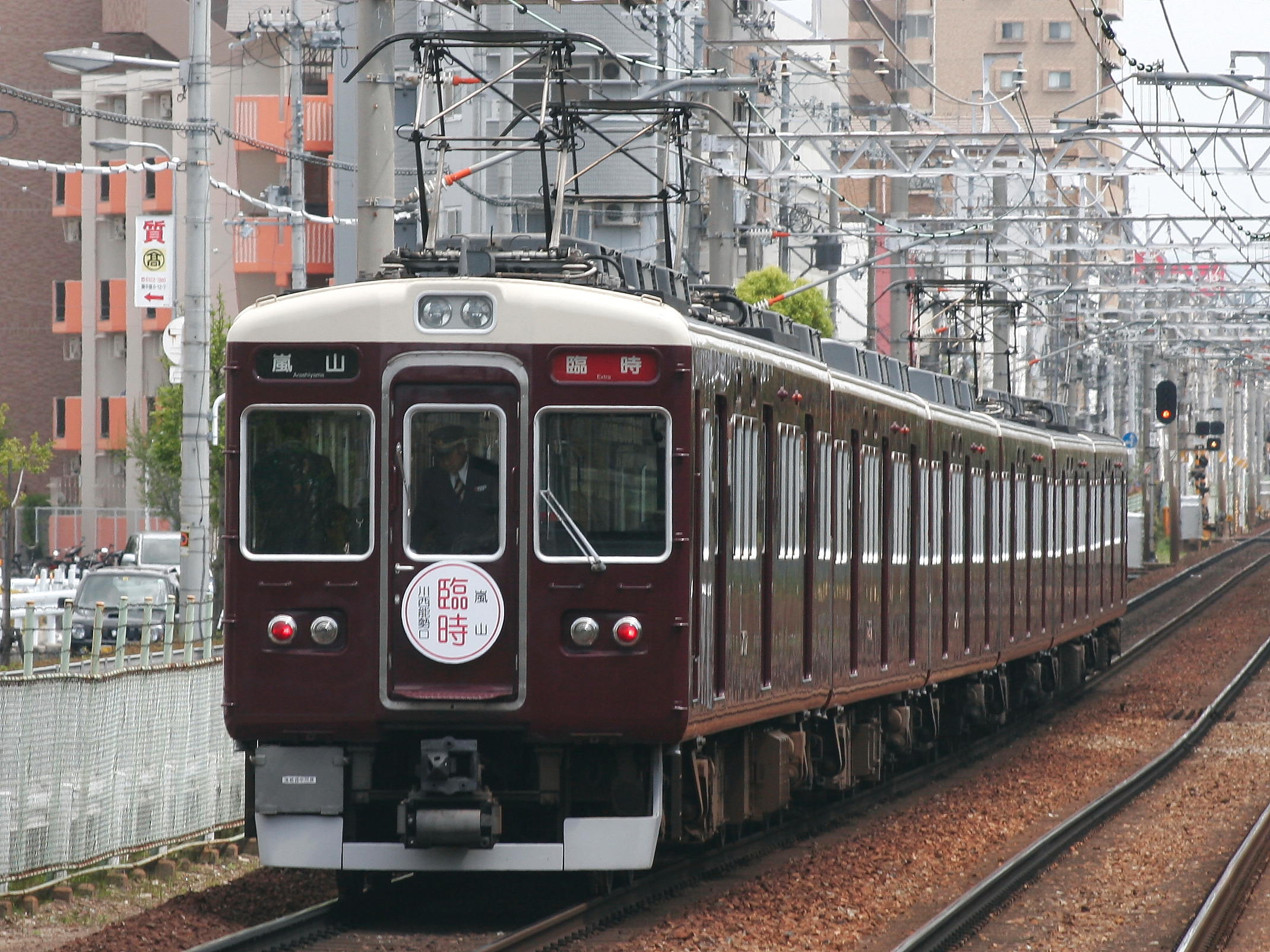
7000系嵐山行き臨時列車
（2009年4月15日 崇禅寺駅にて）

2009年春、嵐山誘客キャンペーンの一環として、神戸本線・神戸高速線・宝塚本線・千里線・堺筋線および、京都本線河原町駅（現在の京都河原町駅） - 嵐山駅間で臨時列車が運転された。前年度の運転が好評だったため2009年は運転区間を拡大して設定された。神戸本線・宝塚本線からの直通列車は平日のみの運転で、日によって異なる発着駅で設定されていた。
堺筋線と嵐山線を直通する列車は初めて設定された。京都本線河原町方面と嵐山線を直通する列車は1965年頃に普通列車で運転されて以来となる。神戸本線・宝塚本線と直通する列車は2008年の運転と同様に、往復共に列車を方向転換させるために梅田駅にも客扱いなし（運転停車）で乗り入れた。神宝線から京都線に乗り入れた車両は、2008年11月と同じく、西宮車庫所属の7000系6両編成が使用された。運転本数は神戸・宝塚方面からはそれぞれ1往復で、河原町駅発着は嵐山行き10本・河原町行き12本の運転であった。
停車駅
宝塚本線発着
川西能勢口駅 - 桂駅 - 上桂駅 - 松尾駅 - 嵐山駅（4月13日 - 15日）
豊中駅 - 桂駅 - 上桂駅 - 松尾駅 - 嵐山駅（4月14日・15日）
神戸本線発着
高速神戸駅 - 三宮駅（現在の神戸三宮駅） - 桂駅 - 上桂駅 - 松尾駅 - 嵐山駅（4月20日・21日）
西宮北口駅 - 桂駅 - 上桂駅 - 松尾駅 - 嵐山駅（4月22日 - 24日）
河原町駅発着
河原町駅 - 烏丸駅 - 桂駅 - 上桂駅 - 松尾駅 - 嵐山駅
堺筋線発着
天下茶屋駅 - （堺筋線内は各駅に停車） - 天神橋筋六丁目駅 - 桂駅 - 上桂駅 - 松尾駅 - 嵐山駅（5月16日・17日・23日・24日）
秋からは土曜・休日にも神戸本線・宝塚本線からの臨時列車が設定された。秋は春とは異なり宝塚本線経由の設定が廃止され、今津線経由宝塚駅発着列車が設定された。この神戸本線・今津線からの列車のスイッチバックはこれまでの梅田駅6号線ではなく、一時期使用を中止していた十三駅9号線（駅南側にある、神戸本線と宝塚本線の間の引き込み線）を使用して行なっていた。これ以降、神宝線と京都本線を直通する列車は全て十三駅でスイッチバックしている。神宝線から京都線に乗り入れた車両は、同年春と同じく、西宮車庫所属の7000系6両編成が使用された。
一方、天下茶屋駅発着については、堺筋線と千里線・京都本線が直通運転を開始して40周年となったことを記念して大阪市交通局（現在の大阪市高速電気軌道〈Osaka Metro〉）の車両が使用され、66系が6両に減車（8両編成のうち、3 - 4号車引き抜き）された上で、初めて嵐山駅に乗り入れた。
停車駅
神戸本線発着
高速神戸駅 - 花隈駅 - 三宮駅 - 六甲駅 - 岡本駅 - 夙川駅 - 西宮北口駅 - 塚口駅 - 十三駅 - 桂駅 - 上桂駅 - 松尾駅 - 嵐山駅
今津線発着
宝塚駅 - 宝塚南口駅 - 逆瀬川駅 - 小林駅 - 仁川駅 - 甲東園駅 - 門戸厄神駅 - 塚口駅 - 十三駅 -  桂駅 - 上桂駅 - 松尾駅 - 嵐山駅

##### 2010年以降
4月29日・5月1日 - 5日・8日・9日に梅田駅・河原町駅・高速神戸駅・宝塚駅（今津線経由）からそれぞれ嵐山駅までの直通列車が運転された。2009年秋と異なり、停車駅に淡路駅が追加されている。また、正式に列車種別が設定され、梅田駅・河原町駅 - 嵐山駅間の列車は快速特急、高速神戸駅・宝塚駅（今津線経由） - 嵐山駅間の列車は直通特急であった。
神戸本線との直通列車は、十三駅でスイッチバックするため、梅田駅には乗り入れない。また、神戸本線・京都本線の両ホームで客扱い（嵐山行きは2号線→5号線、嵐山発は6号線→1号線の順）を行う。
停車駅
- 梅田駅 - 嵐山駅間の快速特急：梅田駅 - 十三駅 - 淡路駅 - 桂駅 - 上桂駅 - 松尾駅 - 嵐山駅
1往復にすでに定期運用を撤退していた6300系を6両編成に減車して使用した。
2011年3月8日からは一部列車に6300系改造の観光車両「京とれいん」を使用して、2011年5月14日の土休日ダイヤ改正実施まで暫定運行していた。
- 河原町駅 - 嵐山駅間の快速特急：河原町駅 - 烏丸駅 - 桂駅 - 上桂駅 - 松尾駅 - 嵐山駅
- 高速神戸駅 - 嵐山駅間の直通特急：高速神戸駅 - 花隈駅 - 三宮駅 - 六甲駅 - 岡本駅 - 夙川駅 - 西宮北口駅 - 塚口駅 - 十三駅 - 淡路駅 - 桂駅 - 上桂駅 - 松尾駅 - 嵐山駅
- 宝塚駅 - 嵐山駅間の直通特急：宝塚駅 - 宝塚南口駅 - 逆瀬川駅 - 小林駅 - 仁川駅 - 甲東園駅 - 門戸厄神駅 - 塚口駅 - 十三駅 - 淡路駅 -  桂駅 - 上桂駅 - 松尾駅 - 嵐山駅

これに加えて、宝塚本線からは特急「日生エクスプレス」梅田行き臨時列車を運転の上、十三駅で嵐山線直通列車と接続するダイヤとなった。

##### 2011年5月14日以降

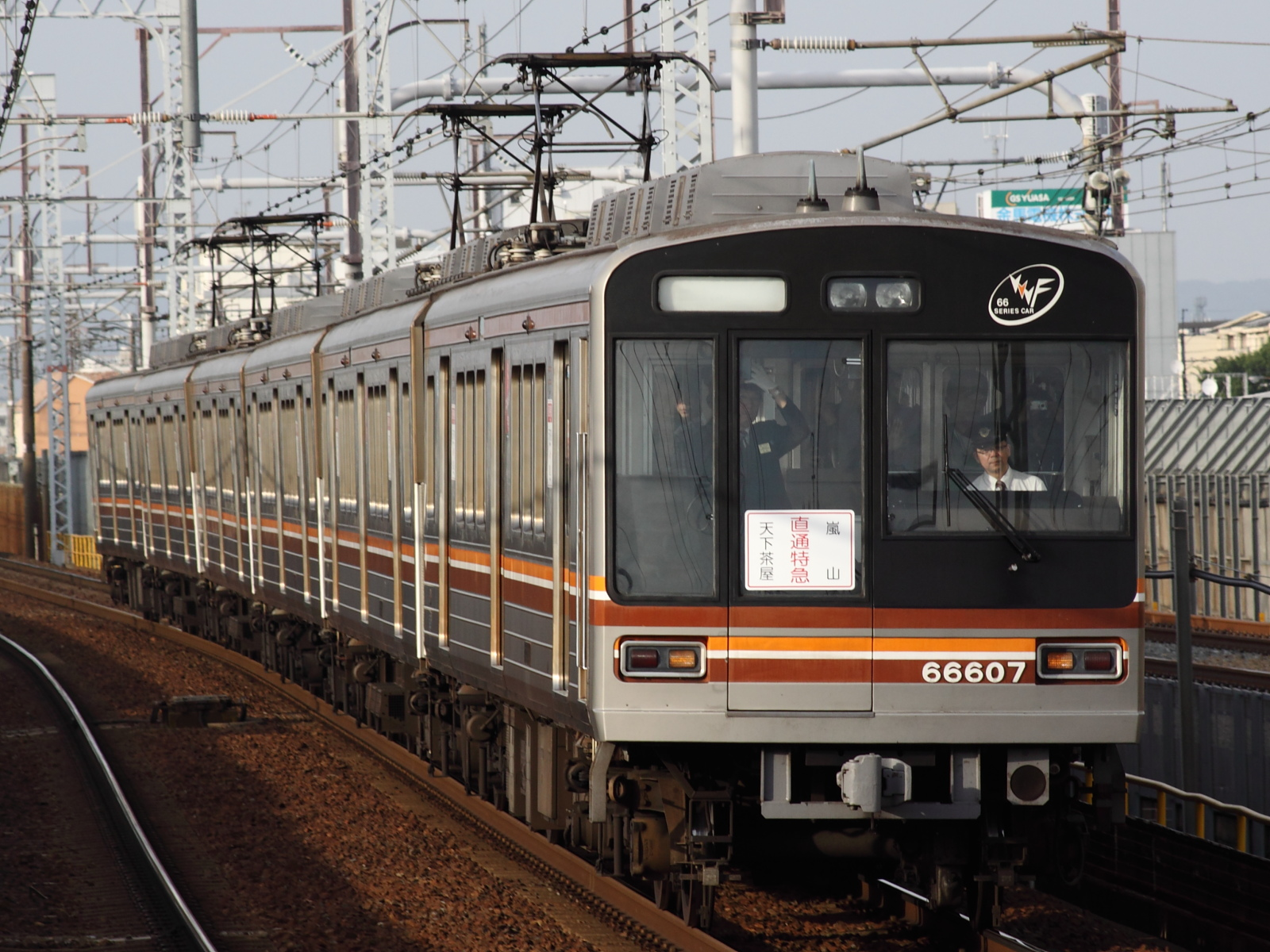
6両に減車された大阪市交66系による地下鉄堺筋線からの直通特急
（2011年5月15日 水無瀬駅にて）

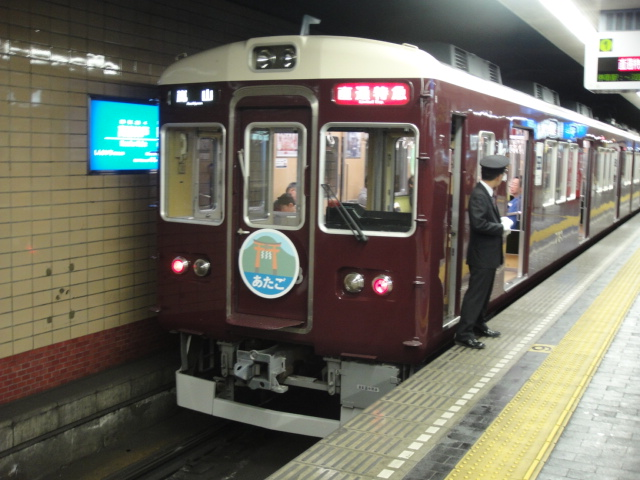
高速神戸駅に停車中の直通特急「あたご」
（2011年11月23日）

2011年5月14日にダイヤ改正が行われ、以下のような追加・変更が行われた。
- 新たに堺筋線天下茶屋駅からも直通特急として運行を開始した。堺筋線からの直通運転は2009年の秋以来である。
停車駅
天下茶屋駅 - 日本橋駅 - 天神橋筋六丁目駅 - 淡路駅 - 桂駅 - 上桂駅 - 松尾大社駅 - 嵐山駅
  - 2011年春の運用車両は6両編成に減車した大阪市交66系、2011年秋以降は阪急車で、交通局およびOsaka Metro車での直特運用はなし。
- 神戸・宝塚方面からの直通特急と梅田駅・河原町駅からの快速特急には今回から各系統に列車愛称が与えられ、特製のヘッドマークも付けられる。それぞれの愛称は以下の通りである[17]。
  - 快速特急 梅田駅 - 嵐山駅間：「さがの」（「嵯峨野」に由来）
  - 快速特急 河原町駅 - 嵐山駅間：「おぐら」（「小倉山」に由来）
  - 直通特急 高速神戸駅 - 嵐山駅間：「あたご」（「愛宕山」に由来）
  - 直通特急 宝塚駅 - （今津線経由） - 嵐山駅間：「とげつ」（「渡月橋」に由来）
  - 直通特急 天下茶屋駅 - 嵐山駅間：「ほづ」（「保津川」に由来。2011年秋の運転から名称がつけられた）

嵐山駅 - 河原町駅間の快速特急は、1運用で神戸線の車両（「あたご」の編成）を使用する。
梅田駅 - 嵐山駅間の快速特急で使用されていた6300系「京とれいん」はこのダイヤ改正から梅田駅 - 河原町駅間の快速特急での定期運用開始に伴い、直通列車の運用から外れた。
2015年春には梅田駅 - 嵐山駅間の快速特急にラッピング列車「古都」、同年秋には高速神戸駅 - 嵐山駅間の直通特急にもラッピング列車（2016年に「爽風（かぜ）」と愛称決定）が充当されるようになり、2016年にはそれぞれの列車愛称もラッピング列車の愛称と同じ「古都」「爽風」になった。
2018年3月17日から2019年10月31日には同じ「古都」の愛称で、絵本作家の永田萠のイラストによるラッピング列車を運行している（2018年11月17日にデザイン一部リニューアル）が、嵐山駅直通の臨時列車の愛称は「さがの」「あたご」に戻された。

##### 2019年以降

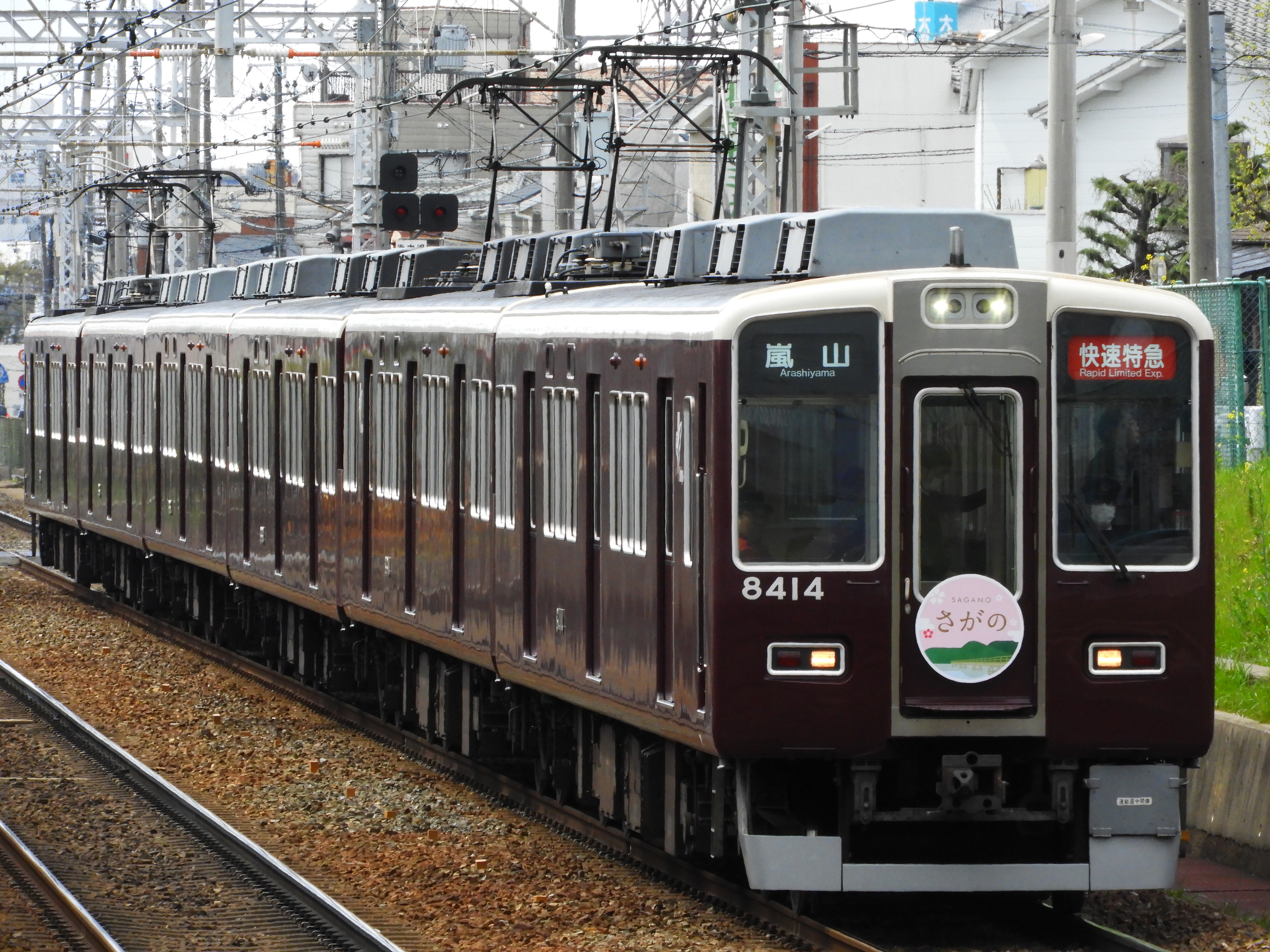
快速特急「さがの」
（2019年3月）

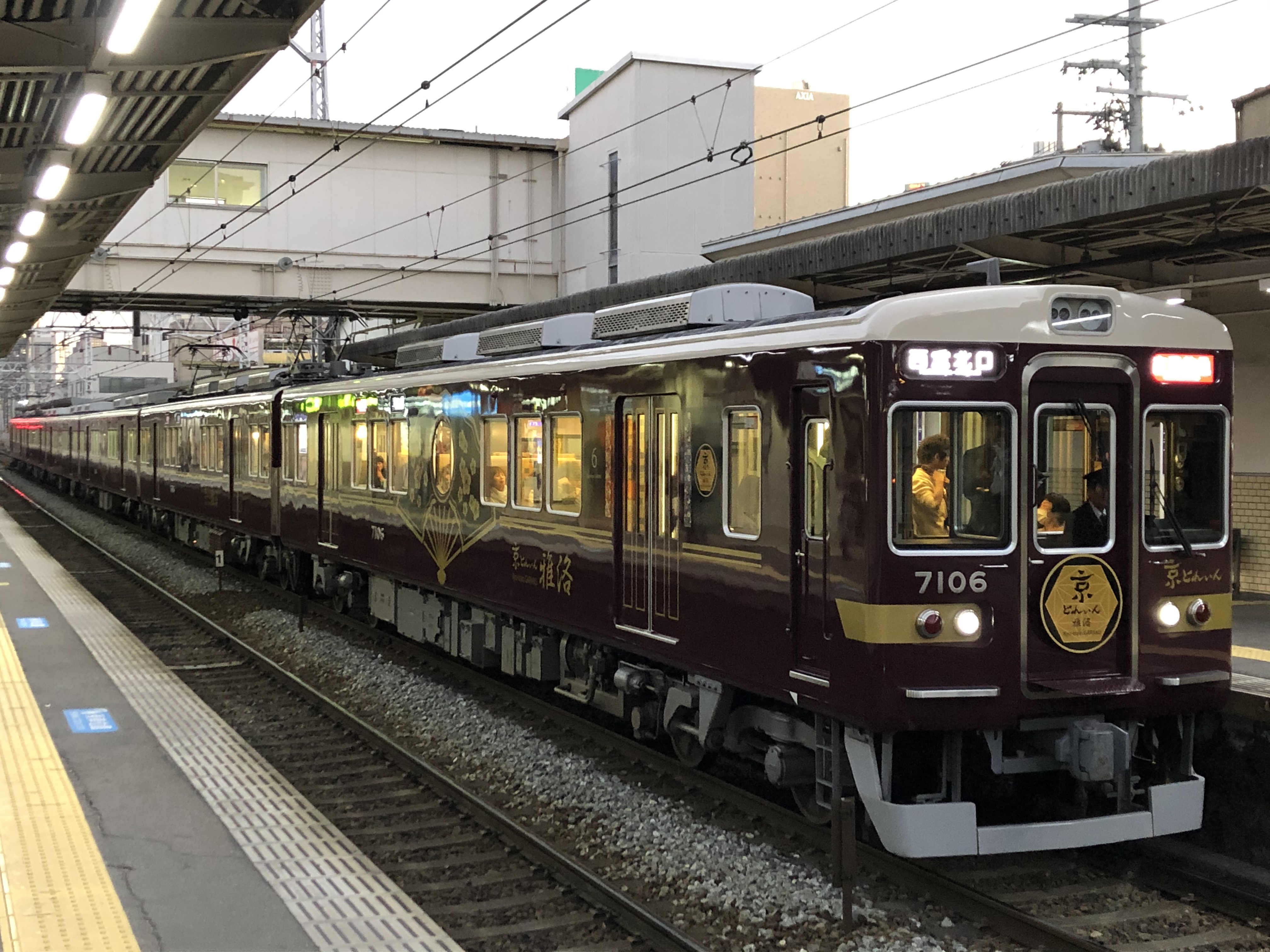
7000系「京とれいん 雅洛」による直通特急 西宮北口行き

2019年春からは運行系統の再編が行われた。河原町駅発着の快速特急「おぐら」、天下茶屋駅発着の直通特急「ほづ」、高速神戸駅発着の直通特急「あたご」、宝塚駅発着（今津線経由）の直通特急「とげつ」の運転が取りやめられ、大阪梅田駅発着の快速特急「さがの」3往復の運転に統合された。また、一部の火・水・木曜日には7000系「京とれいん 雅洛」を使用する西宮北口駅発着の直通特急（愛称なし、停車駅は「あたご」と同じ）が運転された。
2020年以降は新型コロナウイルス感染拡大に伴う緊急事態宣言発令の影響や利用状況を踏まえ、運行を取り止めており、2021年以降は線内折り返し列車を増発するのみに留まっている。
直通特急の英語表記は特急と同じ「Limited Express」が使用されていたが、2019年1月のダイヤ改正で「Direct Limited Express」に変更された。

## 使用車両
主に以下の車両が使用される。
- 6300系
- 7300系
- 8300系

京都線所属車両のうち4両編成または6両編成が使用される。京都本線との直通臨時列車は全て6両編成での運行。2018年秋シーズンまでは前述の臨時直通列車が運行される期間は神宝線の7000系6両編成も区間運用列車に充当されていた。

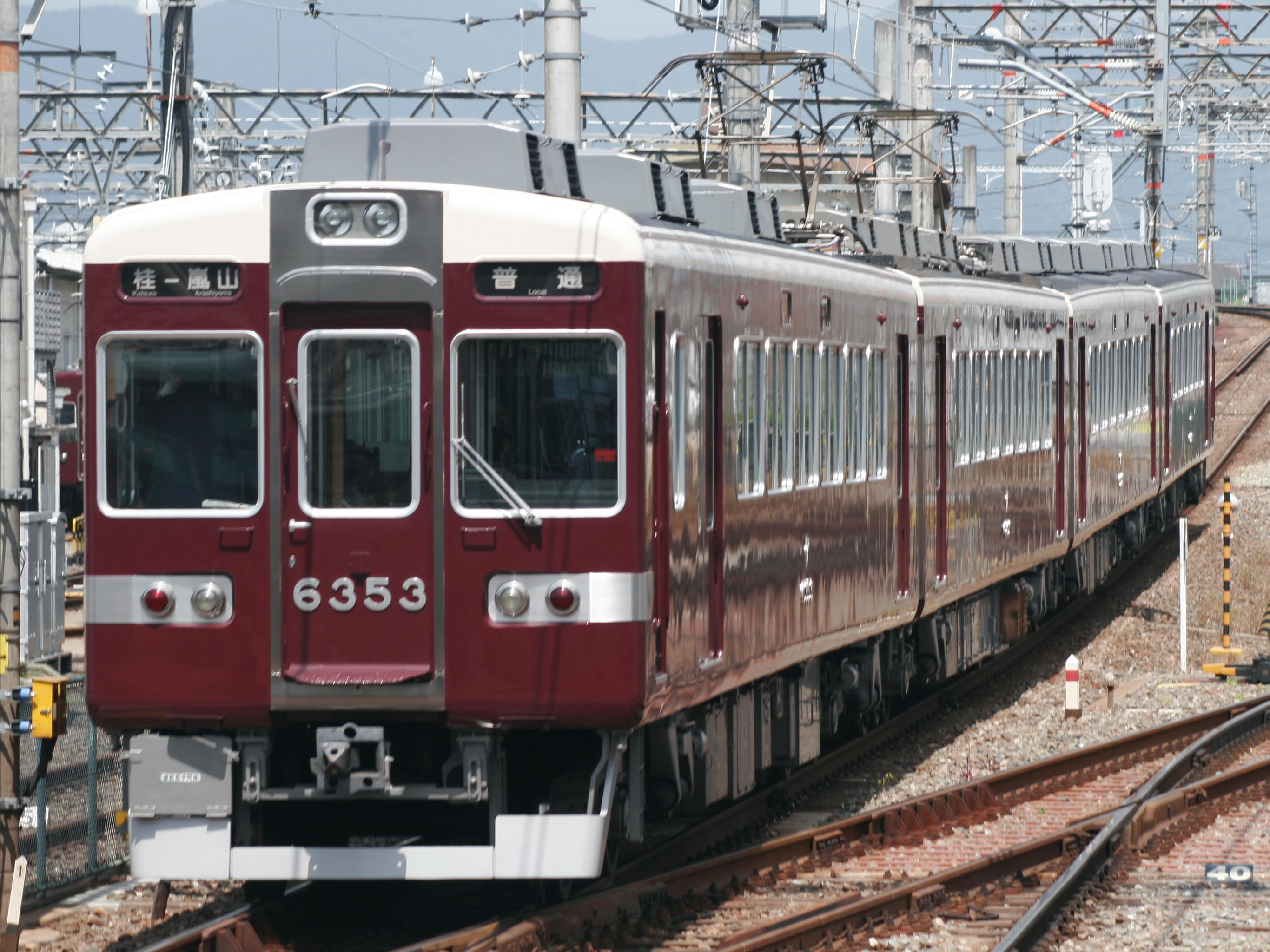
6300系4両編成
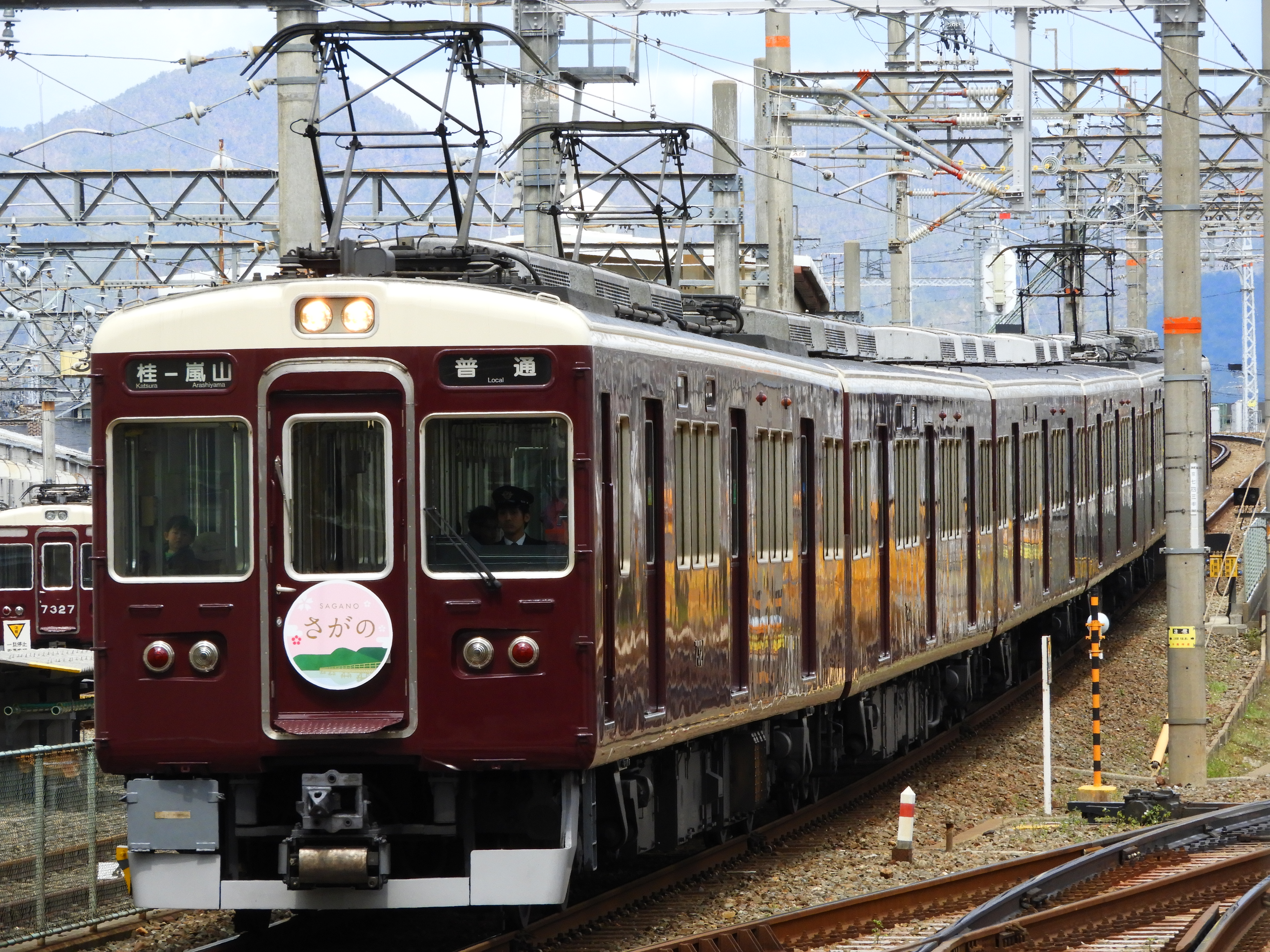
7300系6両編成
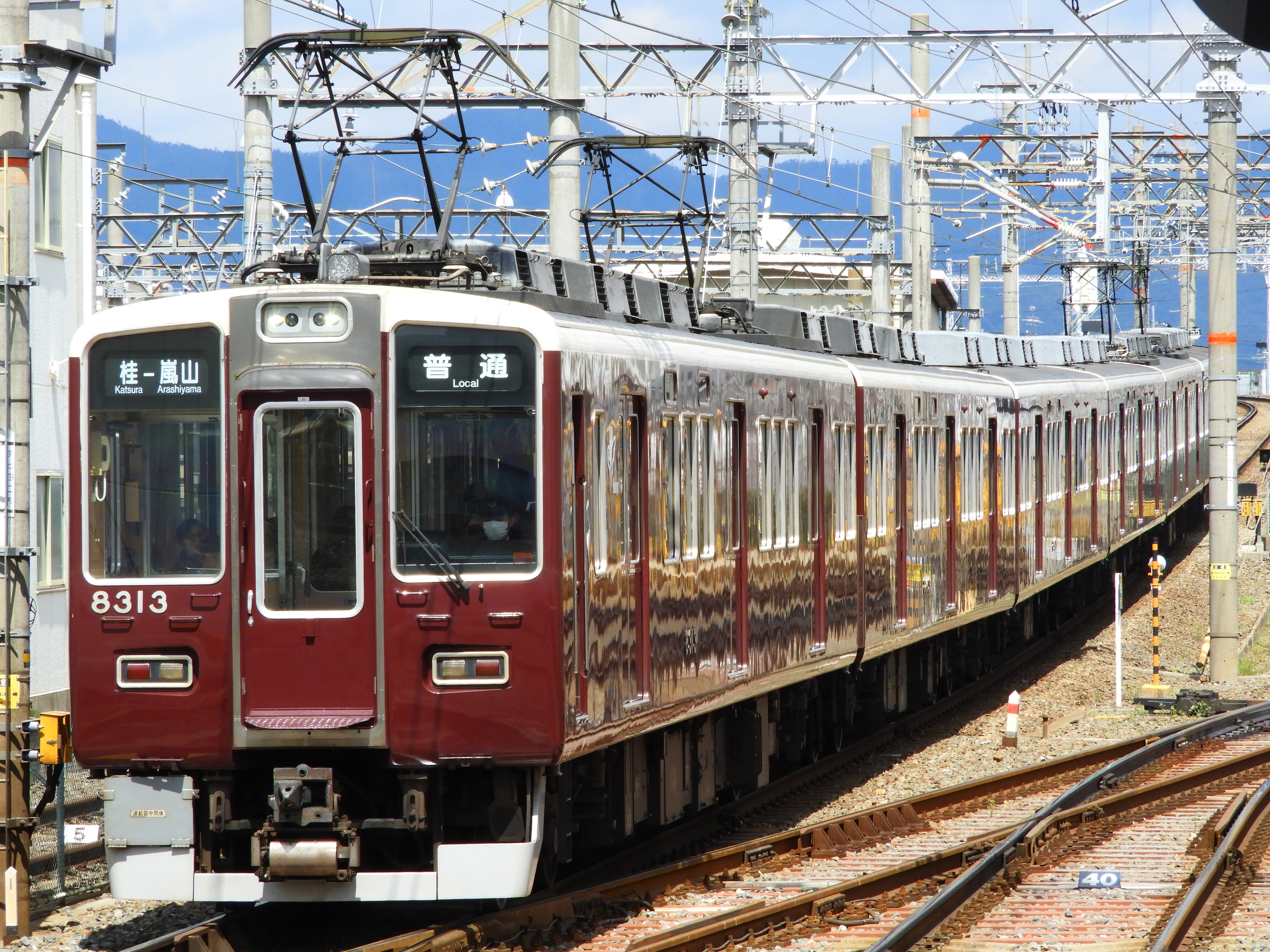
8300系6両編成

## 歴史

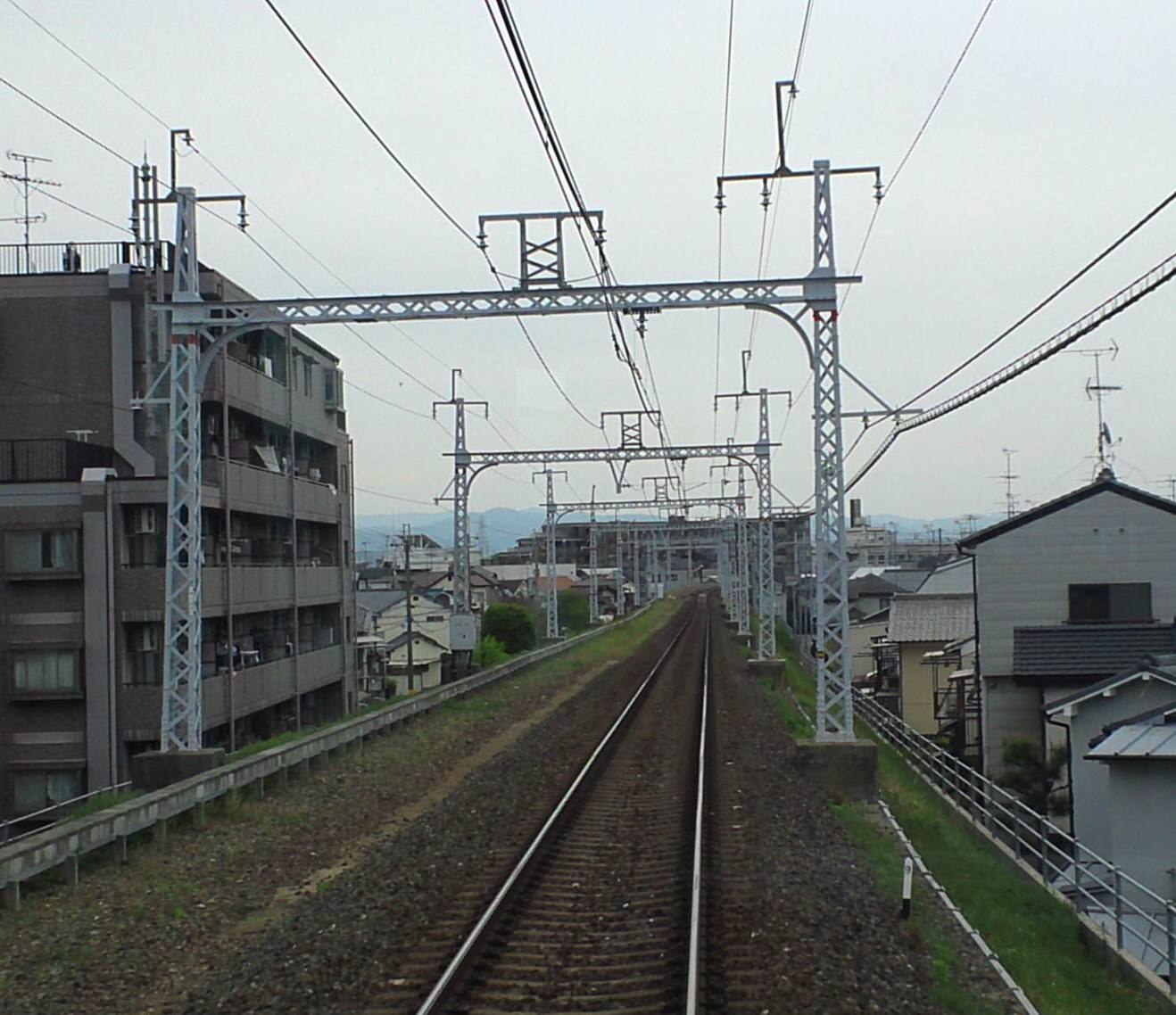
上桂駅 - 桂駅間。路盤や架線柱は複線分の幅があるが、線路は単線。

京都電燈が所有していた鉄道敷設免許を譲り受け、京阪電気鉄道傘下の新京阪鉄道が複線で全線を開業させた。嵐山駅は6面5線構造であったが、当初予想したほどの需要が得られず、開業のわずか2年後には複線の設備を残したまま単線運行になった。戦局の悪化で金属供出令により不要不急線として単線化され、現在に至っている。その名残で、路盤や架線柱は複線分の幅があり、橋台や橋桁が残っている部分もある。ただし、桂駅の京都本線との分岐部は、戦後の構内改造によって路盤が単線分に削られた。
- 1924年（大正13年）5月13日：京都電燈に対し鉄道免許状下付（葛野郡松尾村-乙訓郡海印寺村間）[30]。
- 1927年（昭和2年）10月13日：鉄道敷設権を新京阪鉄道へ譲渡（許可）[31]。
- 1928年（昭和3年）11月9日：新京阪鉄道により桂駅 - 嵐山駅間が開業[32]。
- 1930年（昭和5年）9月15日：新京阪鉄道の京阪電気鉄道への合併により、同社の路線となる。このころ、乗客の激減により複線の片側だけ用いた単線運行になる[33]。
- 1943年（昭和18年）10月1日：京阪電気鉄道の阪神急行電鉄への合併により、京阪神急行電鉄の保有路線となる。
- 1944年（昭和19年）1月9日[要出典]：太平洋戦争の戦局悪化に伴う物資の欠乏による金属供出の対象となり単線となる[33]。途中列車交換設備なし。
- 1948年（昭和23年）1月1日：松尾神社前駅を松尾駅に改称。
- 1950年（昭和25年）3月13日：上桂駅と松尾駅に列車交換設備を設置[34]。
- 1965年（昭和40年）：京都本線から直通する河原町駅 - 嵐山駅間の普通列車がこのころを最後に運行されなくなった[9]。
- 1982年（昭和57年）秋：桂駅の改造工事の影響で京都本線との直通運転ができないため、梅田駅 - 嵐山駅間の臨時急行の運行を休止し、梅田駅 - 桂駅間の臨時急行を設定。
- 1984年（昭和59年）6月：桂駅の配線改造で、嵐山線の発着ホームを京都本線の上下線に挟まれた4・5号線からC・1号線に変更。
- 1992年（平成4年）秋：梅田駅 - 嵐山駅間の臨時急行に「さがのエクスプレス」の愛称がつく。翌年春から「嵯峨野エクスプレス」となる。
- 2000年（平成12年）11月26日：梅田駅 - 嵐山駅間の臨時急行「嵯峨野エクスプレス」運転終了。
- 2009年（平成21年）4月2日：京都線特急用だった6300系電車をリニューアルした4両編成の運行開始[35]。
- 2013年（平成25年）12月21日：松尾駅を松尾大社駅に改称、同時に全駅に駅ナンバリング導入[36][37]。
- 2027年（令和9年）春頃（予定）：ワンマン運転を開始[38]。

## 駅一覧
- 全駅京都府京都市西京区内に所在。
- 臨時で運転される快速特急・直通特急も含め、全列車が各駅に停車。
- 快速特急・直通特急の直通区間は「#臨時列車」を参照。
- 線内の全ての駅で列車交換が可能。
- 途中駅（上桂駅、松尾大社駅）では阪急電鉄では珍しいスプリングポイントを使用している。
- 駅番号は2013年12月21日より導入[36][37]。

| 駅番号 | 駅名              | 駅間 営業キロ | 累計 営業キロ | 接続路線            |
| ------ | ----------------- | ------------- | ------------- | ------------------- |
| HK-81  | 桂駅              | -             | 0.0           | 阪急電鉄： 京都本線 |
| HK-96  | 上桂駅            | 1.4           | 1.4           |                     |
| HK-97  | 松尾大社駅        | 1.4           | 2.8           |                     |
| HK-98  | 嵐山駅 （嵯峨野） | 1.3           | 4.1           |                     |

すべての駅で天神橋筋六丁目駅経由・Osaka Metro各駅への連絡きっぷがそれぞれ購入でき、また企画乗車券「高野山1dayチケット」でも天下茶屋駅経由で南海高野線への乗車が認められている。